# Kędzierzyn-Koźle
Pour les articles homonymes, voir Kędzierzyn et Koźle.
Kędzierzyn-Koźle (/kɛnˈd͡ʑɛʐɨn ˈkɔʑlɛ/ ; en silésien : Kandřin-Koźle) est une ville polonaise située dans la voïvodie d'Opole. C'est le chef-lieu du powiat de Kędzierzyn-Koźle.
La ville actuelle fut constituée en 1975 par l'union des municipalités de Kędzierzyn (en allemand : Kandrzin), de Koźle (Cosel), de Kłodnica (Klodnitz) et de Sławięcice (Slawentzitz).

## Géographie

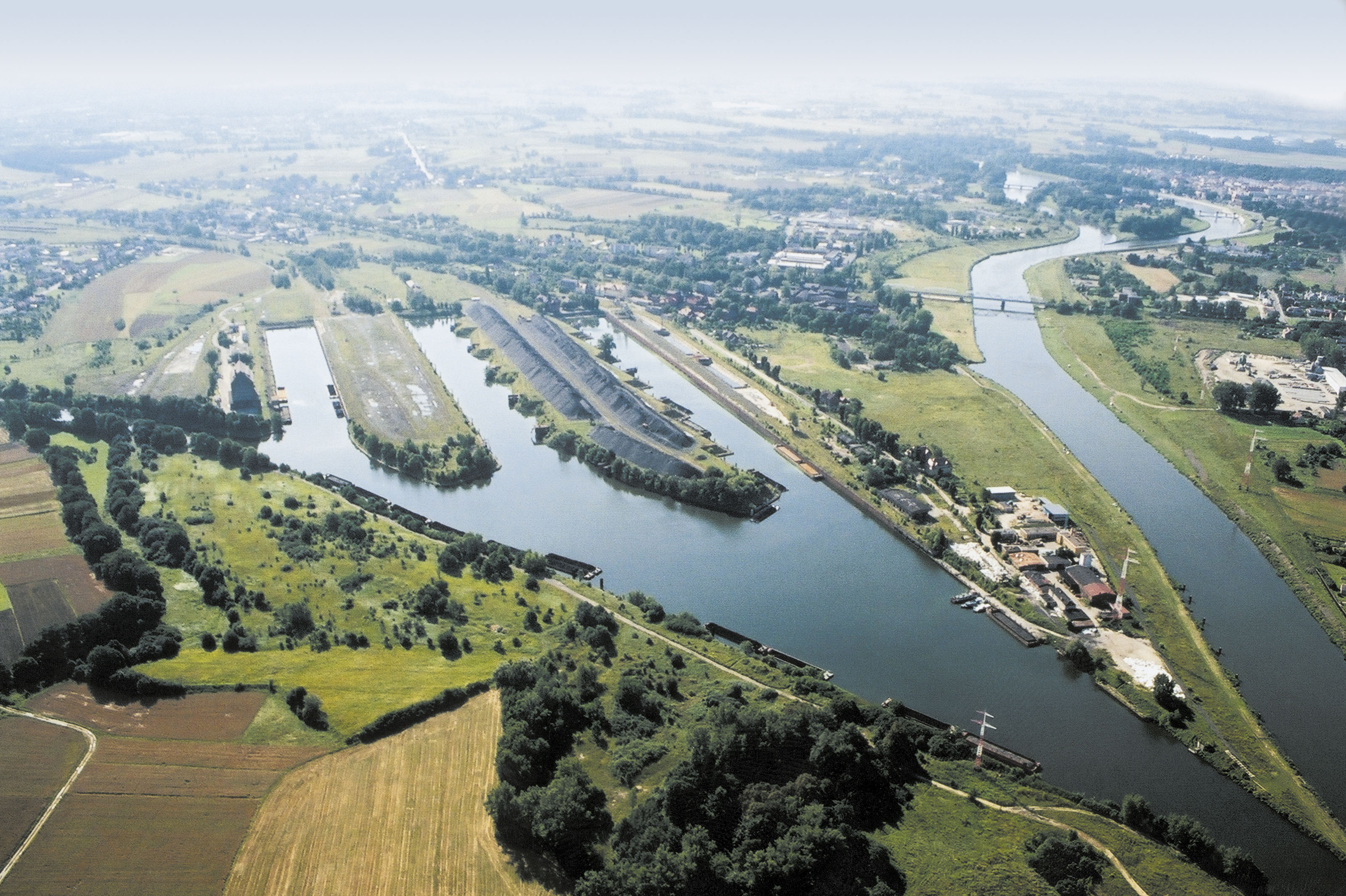
Le port de Koźle.

La ville se trouve dans la région historique de Haute-Silésie, sur le débouché de la rivière Kłodnica dans l'Oder, à environ 35 km à l'ouest de Gliwice. Le port fluvial de Koźle et l'entrée du canal de Gliwice marquent l'extrémité nord du canal Danube-Oder envisagé. Le quartier de Koźle, situé sur la rive gauche de l'Oder constitue le centre historique.
La ville est un important nœud ferroviaire et un centre de l'industrie chimique. Au recensement de 2019, la population était estimée à environ 60 000 habitants.

## Histoire
Depuis les temps les plus anciens, la région se trouve sur la route commerciale reliant les villes de Nysa et de Cracovie, au carrefour de la route qui conduit vers la Moravie. La première mention du château de Koźle date de 1104, lorsque le prince moravien Svatopluk de Olomouc essaye en vain d'occuper la forteresse des Piast. La zone fut dévastée pendant les conflits frontaliers qui persistent entre la Pologne et le duché de Bohême. 

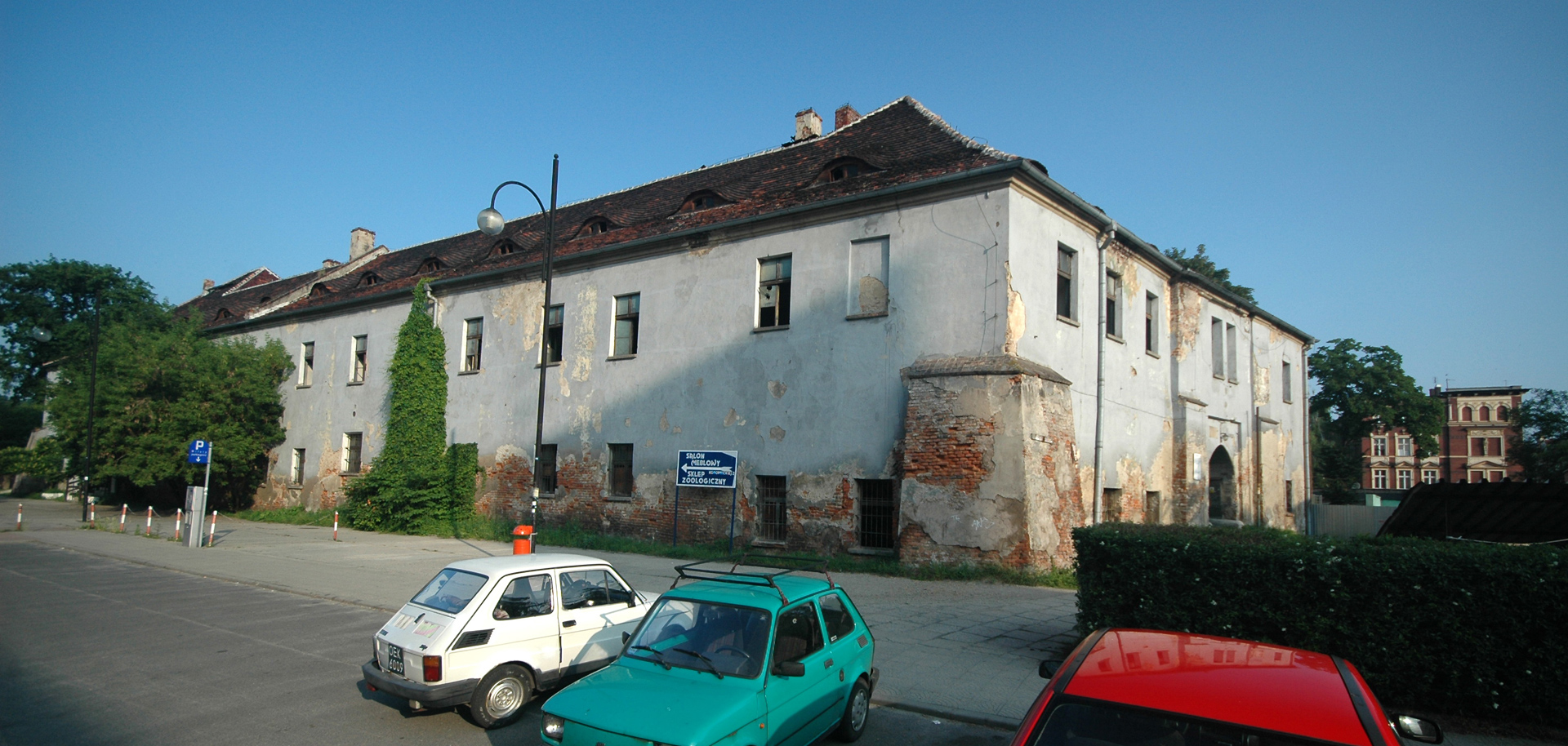
Le château de Koźle.

Après la mort du souverain polonais Boleslas III Bouche-Torse, Koźle faisait partie du duché de Silésie et devint le siège d'un châtelain. Lors de la partition féodale du royaume de Pologne au Moyen Âge tardif, la région a été intégrée au duché de Racibórz fondé vers l'an 1172. Par un décret du pape Grégoire IX de 1229, les citoyens devaient offrir la dîme à l'abbaye de Tyniec. Après le décès du duc Mieszko II l'Obèse en 1246, le pape Innocent IV a accordé les châteaux de Racibórz, de Koźle et de Toszek à l'ordre Teutonique.
Les droits de ville sont produits seulement en 1281, lorsque meurt le duc Ladislas d’Opole et son fils Casimir a régné sur les domaines de Bytom et de Koźle. Depuis le 10 janvier 1289, son duché fut officiellement un fief du roi Venceslas II de Bohême. Lorsque, à la mort de Boleslas de Bytom en 1355, la ligne des ducs s'éteignit, leur territoire par le droit de déshérence reviennent à la couronne de Bohême. L'empereur Charles IV assigna le fief au duc Conrad Ier d'Oleśnica et ses descendants. Vers 1477, le terrain est occupé par les forces du roi Matthias Corvin.
Finalement, après la mort du duc Jean II d'Opole en 1532, la seigneurie de Koźle fut intégrée aux pays de la couronne de Bohême au sein de la monarchie de Habsbourg. Elle était temporairement donnée en gage au margraves franconiens de Brandebourg-Ansbach. Durant la guerre de Trente Ans, le 10 juillet 1627, la ville fut conquise par les troupes danoises de Jean-Ernest Ier de Saxe-Weimar, mais elle est ensuite prise par les forces impériales d'Albrecht von Wallenstein. En 1642, Koźle est à nouveau dévastée par l'armée suédoise sous le commandement de Lennart Torstensson.

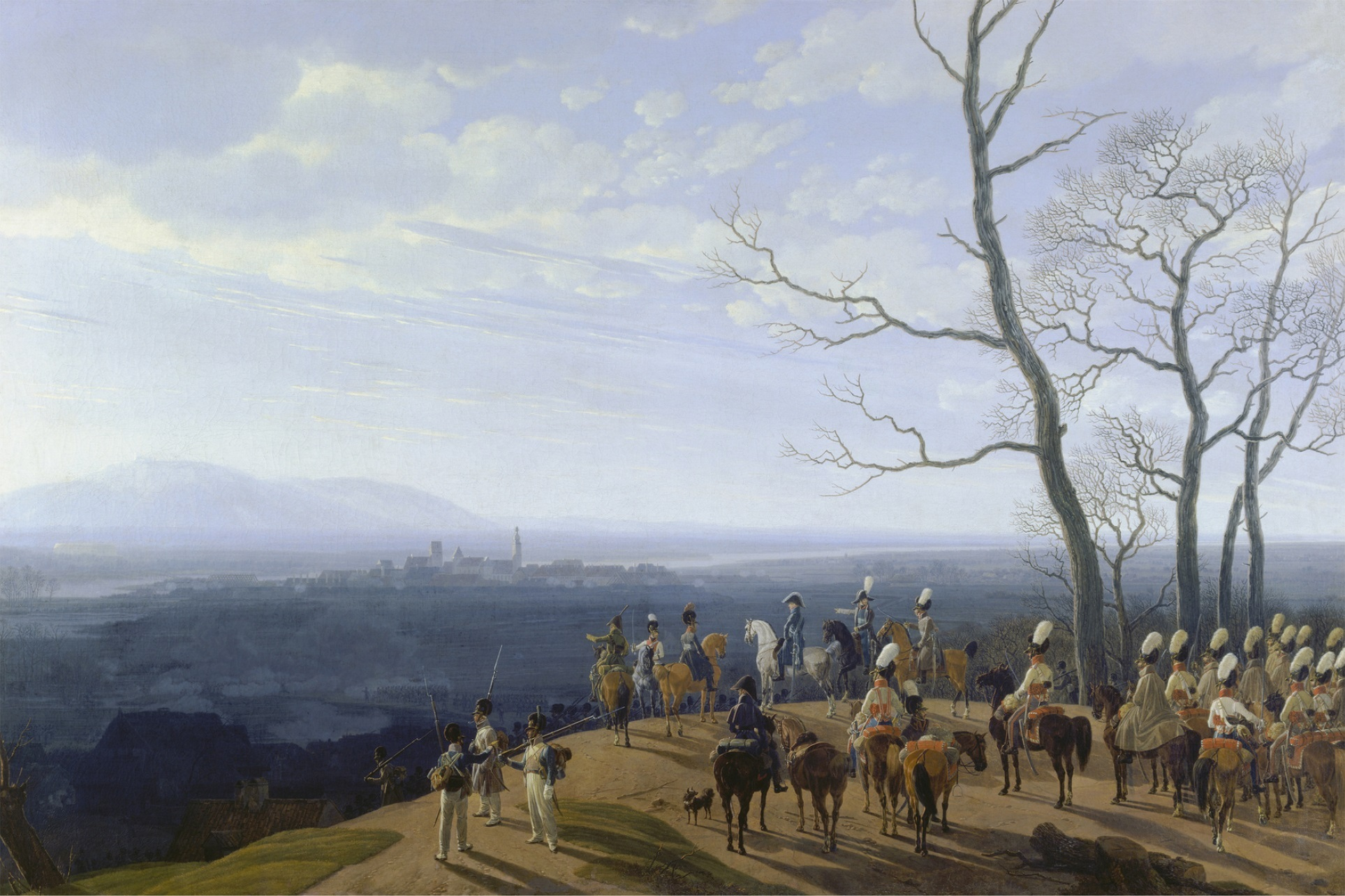
Le siège de Koźle, Wilhelm von Kobell

En 1702, le général saxon Jakob Heinrich von Flemming acquiert le manoir de Sławięcice ; en 1714, il est entré en possession du baron Adolf Magnus d'Hoym. À l'issue de la première guerre de Silésie, en 1742, tous les domaines deviennent partie intégrante du royaume de Prusse sous le règne de Frédéric II. Les Habsbourg tentent en vain de récupérer la ville de Cosel, entraînant la destruction d'une grande partie des bâtiments. Pendant la guerre de la quatrième coalition, la forteresse fut assiégée par l'armée bavaroise du général Bernard Erasme von Deroy jusqu'à la conclusion des traités de Tilsit en juillet 1807.
À la suite des résolutions du congrès de Vienne en 1815, la ville faisait partie de l'arrondissement de Cosel du district d'Oppeln au sein de la Silésie prussienne. Pendant la Seconde Guerre mondiale, certains trains de la déportation des Juifs vers Auschwitz s'arrêtaient à Cosel, où s'effectuait une sélection des hommes du convoi pour le travail dans le camp de Blechhammer, dépendant d'Auschwitz. Après la guerre, Kędzierzyn et Koźle se retrouvèrent en territoire polonais.
Jusqu'en 1999, une ligne de chemin de fer reliait la ville au powiat voisin de Strzelce Opolskie, mais la compagnie des chemins de fer polonais (Polskie Koleje Państwowe) décida de la fermer. Par contre Kędzierzyn-Koźle reste connecté avec l'ensemble du réseau de chemins de fer polonais.

## Lieux et monuments
Le Blechhammer était un complexe de camps de concentration dépendants du camp d'Auschwitz

## Personnalités
- Marcus Anton Wittola (1736-1797), prêtre et théologien autrichien.

## Sports
Le ZAKSA Kędzierzyn-Koźle, fondé en 1947, est l'un des clubs de volley-ball les plus titrés du pays.

## Jumelages
La municipalité de Kędzierzyn-Koźle est jumelée avec :
- Racibórz (Pologne) depuis 2005 ;
- Kalouch (Ukraine) depuis 2005 ;
- Grand-Charmont (France) depuis 2006 ;
- Héricourt (France) depuis 2006 ;
- Přerov (Tchéquie) depuis 2007 ;
- Jonava (Lituanie) depuis 2010.

## Personnalités liées à la commune
- Theodor von Scheve (1851-1922), joueur d'échecs ;
- Arthur Nicolaier (1862-1942), médecin interniste et microbiologiste ;
- Georg Wahl (1920-2013), cavalier et dresseur ;
- Darius Kampa (né en 1977), footballeur ;
- Raphael Schäfer (né en 1979), footballeur.